# Кертіс Фуллер
Ке́ртіс Дюбуа́ Фу́ллер (англ. Curtis DuBois Fuller; 15 грудня 1934, Детройт, Мічиган — 8 травня 2021) — американський джазовий тромбоніст, учасник оркестру Арта Блейкі The Jazz Messengers.

## Біографія
Народився 15 грудня 1934 року в Детройті, штат Мічиган. Осиротів у віці 6-ти років, виховувався у школі-інтернаті; його старша сестра грала на фортепіано. Зацікавився тромбоном, коли працівник соціальної служби взяв його з собою на концерт Іллінойса Жаке з Дж. Дж. Джонсоном. У 1949—1952 роках навчався у технічній середній школі Кесс (Детройт), де грав на тромбоні і баритоні, а його однокласниками були Пол Чемберс і Дональд Берд.
У 1953 році працював на авіазаводі, потім проходив службу в армії (1953—1955) у Форт Ноксі, де грав у гурті Кеннонболла Еддерлі. У 1955—1956 роках виступав разом з іншим детройтським музикантом Юсефом Латіфом в клубі Blue Bird Inn. Також у цей час з перервами вчився з Дж. Дж. Джонсоном, Френком Росоліно і Баррі Гаррісом. У 1956 році вступив до Університету Вейна, де його товаришем по кімнаті був Джо Гендерсон. Під час навчання в університеті грав у гурті з Пеппером Адамсом і Кенні Берреллом. У 1956 році записувався з Адамсом, Джоном Колтрейном на лейблі Transition в Бостоні.
В 1957 році в Детройті приєднався до квінтету Майлза Девіса, ставши шостим учасником; взяв участь у декількох концертах в клубі Café Bohemia у Нью-Йорку, однак невдовзі гурт розпався. Того ж 1957 року як сесійний музикант взяв участь у записі 19 альбомів, зокрема з Латіфом, Колтрейном, Кліффордом Джорданом, Полом Квінішеттом, Лу Дональдсоном, Джекі Мак-Ліном, Лі Морганом, Сонні Кларком, Бадом Пауеллом, а також записав 6 альбомів як соліст. Грав разом з Лестером Янгом (1958), оркестром Гіла Еванса і Бенні Голсоном (1958), з секстетом The Jazztet Арта Фармера і Голсона (1959—1960), оркестром Квінсі Джонса (1960—1961).
У 1961 році приєднався до комбо The Jazz Messengers Арта Блейкі. Улітку 1961 року гастролював у Південній Америці з Коулменом Гокінсом за підтримки Державного департаменту США. У 1961—1965 роках виступав з Блейкі, включаючи гастрольний тур в Японії (1963); також як соліст записав альбом Cabin in the Sky (1962) на Impulse! у складі біг-бенду під керівництвом Менні Альбама. Наприкінці 1960-х виступав з Квінсі Джонсом, Лі Морганом, Генком Моблі, Маккоєм Тайнером, Вейном Шортером і Джо Гендерсоном. У 1968 році виступав в Європі у складі біг-бенду Діззі Гіллеспі.
На початку 1970-х деякий час працював зі Стенлі Террентайном, Джиммі Гітом, Чарльзом Толлівером, Біллом Гардменом; потім приєднався до оркестру Каунта Бейсі (1975). Грав з Бейсі (1975—1978), Блейкі (1977—1978), Каєм Віндінгом (1979—1980), Голсоном (1980—1981). У 1980-х грав у гуртах The Jazztet і The Jazz Messengers. На початку 1980-х створив гурт Timeless All Stars з Седаром Волтоном, Біллі Гіггінсом і Боббі Гатчерсоном.

## Дискографія
- New Trombone (Prestige, 1957)
- Curtis Fuller with Red Garland (New Jazz, 1957; випущений 1963)
- The Opener (Blue Note, 1957)
- Bone & Bari (Blue Note, 1957)
- Curtis Fuller Volume 3 (Blue Note, 1957)
- Two Bones (Blue Note, 1958)
- Sliding Easy (United Artists, 1959)
- Blues-ette (Savoy, 1959)
- The Curtis Fuller Jazztet (Savoy, 1959)
- Imagination (Savoy, 1959)
- Images of Curtis Fuller (Savoy, 1960)
- The Magnificent Trombone of Curtis Fuller (Epic, 1961)
- South American Cookin' (Epic, 1961)
- Soul Trombone (Impulse!, 1961)
- Cabin in the Sky (Impulse!, 1962)
- Up Jumped Spring (Delmark, 2003)